# 213 Lileja
213 Lileja (mednarodno ime 213 Lilaea) je asteroid tipa F v glavnem asteroidnem pasu. 

## Odkritje
Asteroid je odkril nemško-ameriški astronom Christian Heinrich Friedrich Peters (1813 – 1890) 16. februarja 1880 .  Imenuje se po Lileji, Najadi iz grške mitologije.

## Lastnosti
Asteroid Lileja obkroži Sonce v 4,57 letih. Njegova tirnica ima izsrednost 0,144, nagnjena pa je za 6,805° proti ekliptiki. Njegov premer je 83,0  km, okoli svoje osi se zavrti v 8,045 h.